# Tønder
Tønder (német: Tondern; déljüt nyelvjárásban: Tynne; északfríz nyelvjárásban: Tuner) egy dán kisváros a Vidå (Wiedau) partján, közel a német-dán határhoz. A hasonló nevű község központja Syddanmark régióban és a szintén hasonló nevű egyházközséghez tartozik. A 2017. január elsejei adatok szerint 7693 lakosa van.
Az első világháború idején a város melletti légibázis ellen hajtották végre az első repülőgép-hordozóról indított légicsapást. A város manapság a Tønder Festival révén ismert nemzetközileg, ami egy évente megrendezett folk- és roots-zenei rendezvény.

## Történelme
A település neve 1800 előtt Thundern volt, melynek jelentése „körbekerített strand”. A 13. században Tunder illetve Tundær néven fordult elő az írásokban.

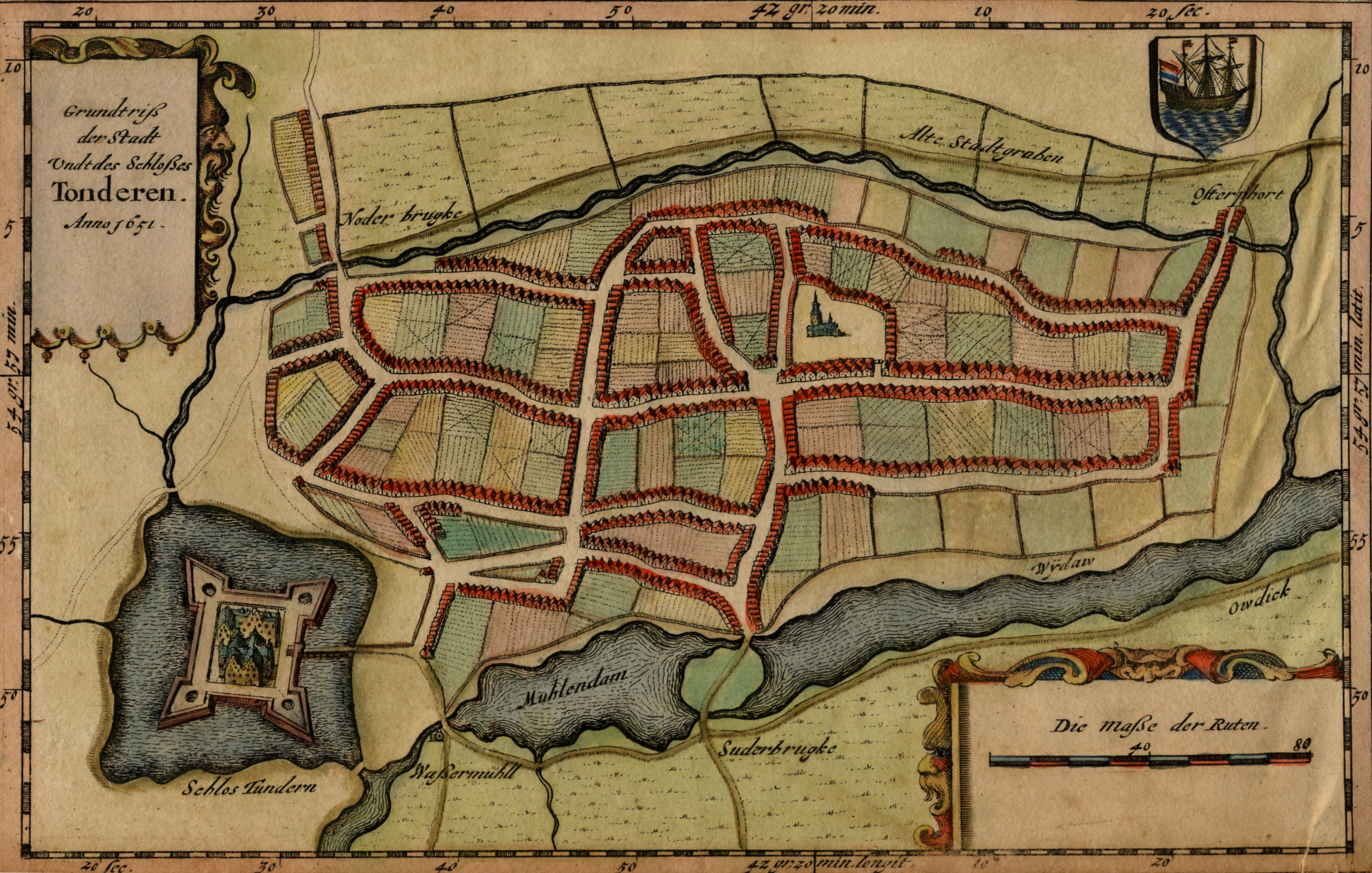
A település és Tonderen kastély egy 1651-ből származó térképen

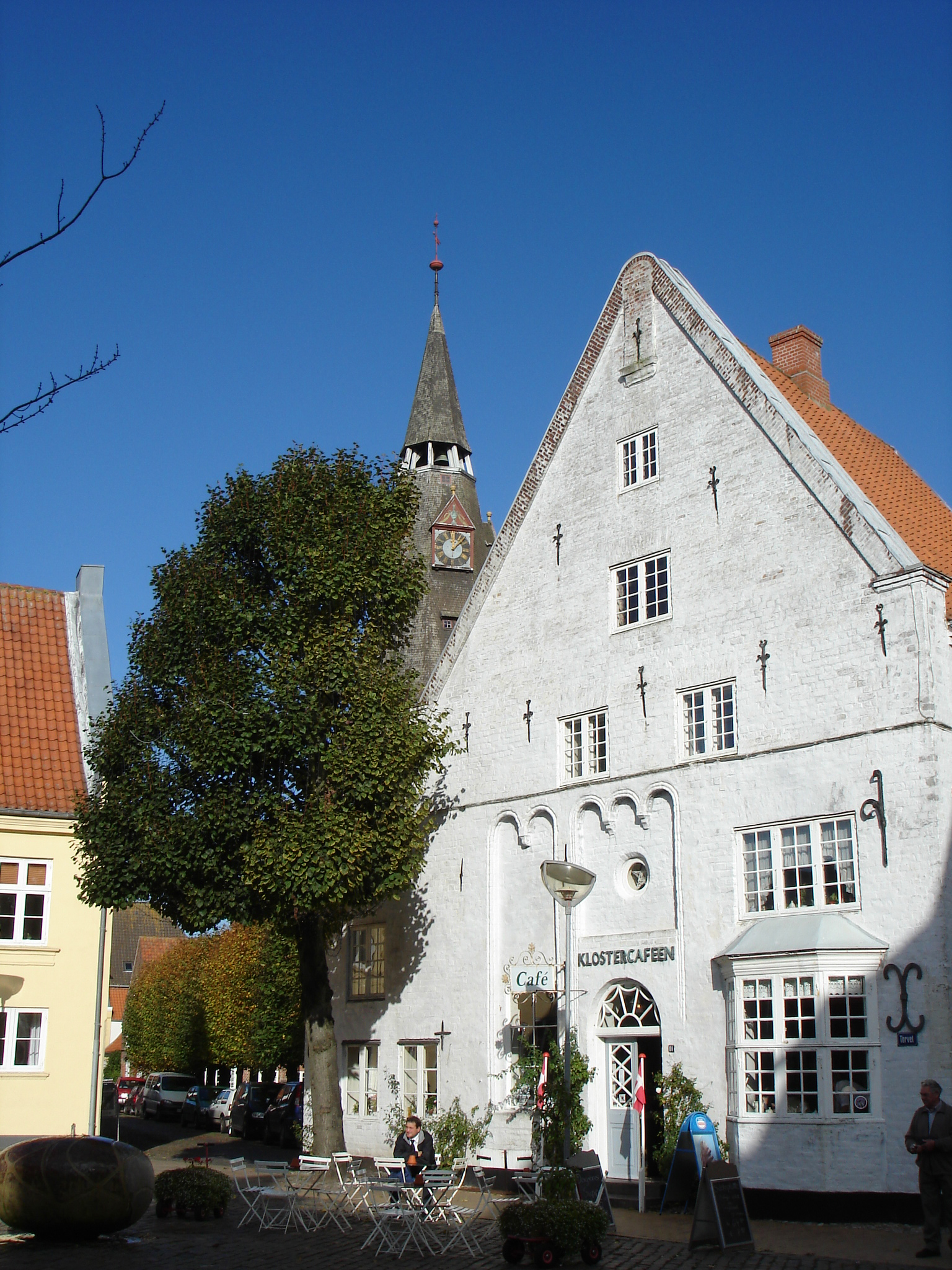
Belváros

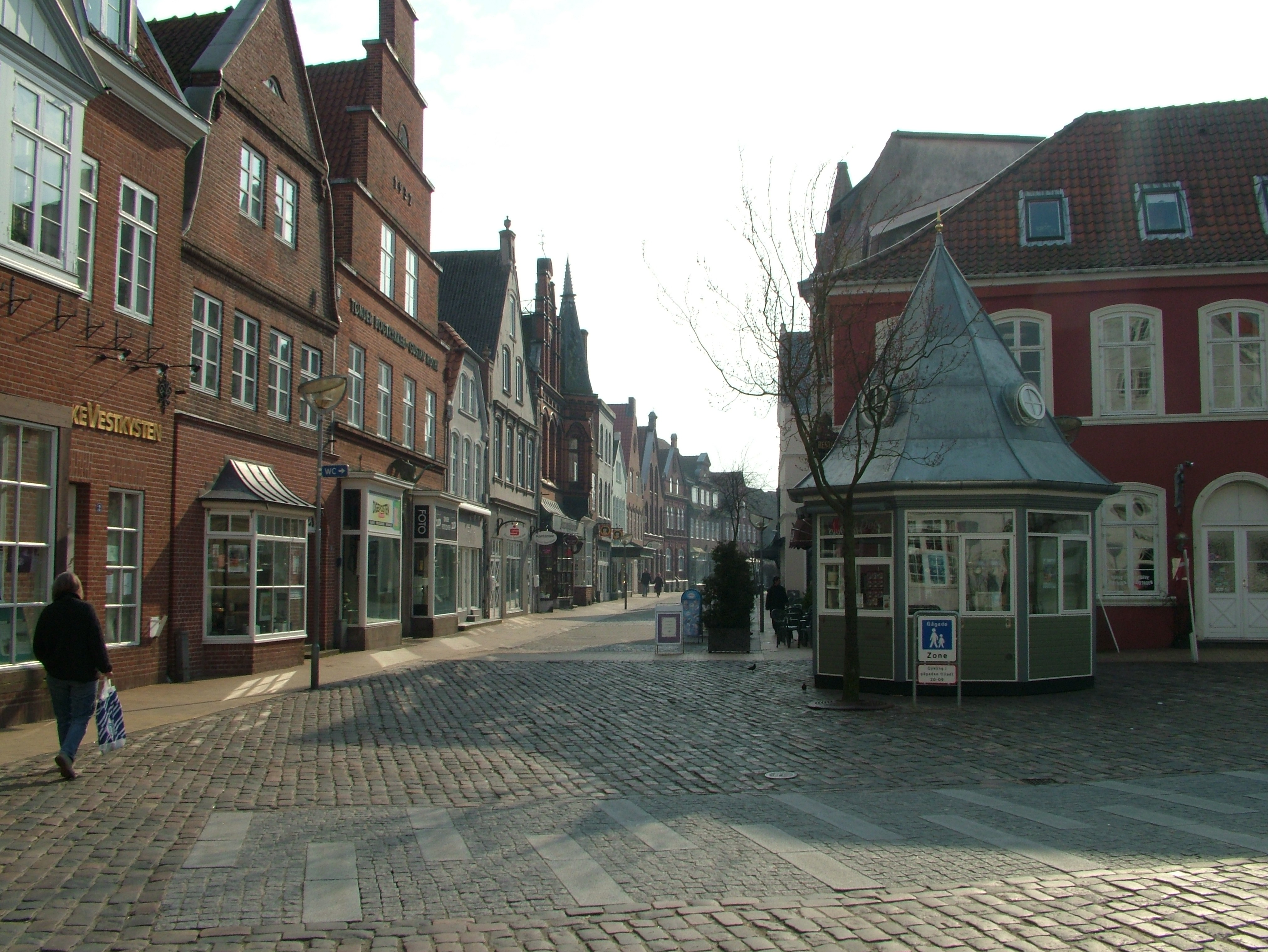
Sétálóutca

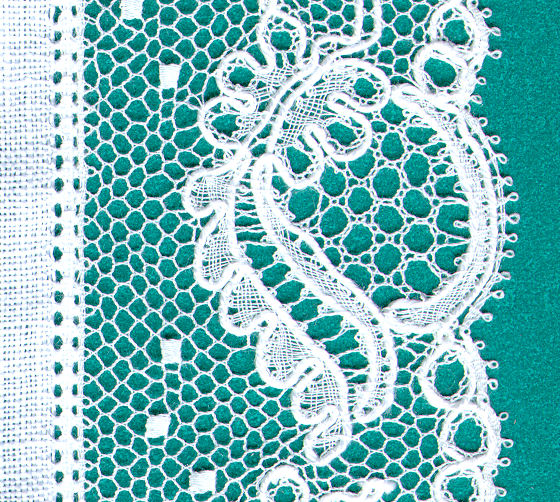
Tradicionális tønderi csipke (Tønderknipling)

Tønder az Északi- és Balti-tenger között terület egyik legrégebbi városa. Már 1017-ben említik flensburgi iratok mint kikötőt. 1227-ben a domonkosok 1238-ban a ferencesek alapítottak itt kolostort. 1243-ban a település lübecki jogot kapott, ami révén Dánia legrégebbi városának számít. A középkor folyamán egyike volt Schleswig kevés nyugati kikötőinek és a város valamikori kikötő jellegére utal a címerében látható hajó. Alacsony fekvése miatt a várost időről időre elárasztotta a vihardagály, így a 16. században kétszer is: 1532-ben és 1593-ban. 1615-ben a víz szintje egészen a kastély ablakaiig ért, 1634-ben három láb magasan állt a templomban. A település számos tűzvészt átélt, a 16. és 17. században a pestis ötször pusztított.
A 20. század elejéig nagy jelentőséggel bírt a településen a marhakereskedelem, mivel a város a marhaút (Ochsenweg) nyugati végén feküdt. A kereskedőváros szélén fekvő kastély fontos hivatali központtá vált. A terület 1544-es felosztása után II. (Idősebb) János schleswig-holstein-haderslebeni herceg, 1581-ben bekövetkezett halála után a gottorfi herceg lett a település földesura a felosztás 1713/1723-as megszüntetéséig.
A tengertől elnyert területek révén a település elveszítette kikötőjét és ezáltal gazdasági súlya is jelentősen csökkent. A 17. században a csipkeverés virágzott fel a településen és vált fontos iparággá. Az 1788-ban alapított tanárképző főiskola (Lehrerseminar) az első volt a hercegségben.
A többségében német szimpátiájú lakosság (a Tonderanerek) a 19. századi német-dán konfliktusokban a német oldalra állt, így a schleswig-holsteini háborúban (1848-51) a schleswig-holsteinieket támogatta.
A dán korona területeinek ismételt összefogása után a település megtarthatta adminisztratív funkcióit. A nyelvi előírások, melyek a hivatalos egyenjogúság ellenére a dán nyelvet a német rovására előnyben részesítették, tovább fokozták a konfliktust.
Az 1864-es német-dán háború után a város 1920-ig Poroszország, illetve 1871-től a Német Birodalom részévé vált. Tondern járás központja lett, de ugyanakkor veszített gazdasági súlyából. Az első világháború idején fontos léghajótámaszpont üzemelt a település határában, melynek hangárai ellen a britek 1918. július 19-én légicsapást intéztek. A hangárok csak kis mértékben rongálódtak meg, de ugyanakkor két léghajó is megsemmisült a támadásban.
1868-ra épült meg a települést Tinglevvel összekötő vasút, melynek révén rácsatlakozhatott a Hamburg–Fredericia fő vasúti vonalra. 1887-ben a Hamburg felől dán határig tartó és onnan a dán Esbjergig továbbhaladó „lápvasút” (Marschbahn) csomópontja lett, majd a röviddel rá átadott Højer Sluse felé tartó szárnyvonal révén a Syltre utazók átszálló állomása lett.
Az első világháború után Tondern az En-Bloc-szabály értelmében a schleswigi népszavazás során az I. zónához osztották be. Habár  választásra jogosult lakosainak 77%-a a Német Birodalom melletti maradásra szavazott, a szabály miatt mégis elcsatolták Dániához. A következő évek során a német pártok voltak többségben a városi tanácsban. 1945-ig a város közterei két nyelven voltak kitáblázva. A dán közigazgatás felállítása után röviddel immár Tøndert helyőrséggel látták el. 1940. április 9-én a Wehrmacht megszállta és egészen a háború végéig megszállás alatt is tartotta. A háború után a német lakosság politikai súlya erősen megcsappant. A határ menti fekvése jelentősen akadályozta a város fejlődését, bár pár vállalat így is megtelepedett itt és erősödött a turizmus is. A határforgalom növekedése ellenére a 20. század végére jelentősen romlott a település helyzete. 1989-ben a 200 éves tanárképzőt, 2002-ben a kaszárnyát, majd 2003-ban a kórházat zárták be, mely utóbbi időközben privát klinikaként ismét megnyílt.

### Közigazgatási reformok
A település 1970-ig a Tønder Amt (megye) részét képező Tønder, Højer és Lø századhoz (herredhez) tartozott. Ezt követően Tønder községként szerepelt Sønderjyllands Amtban. A 2007. január 1-ei közigazgatási reformmal hozták létre az új Tønder községet.
1970-ben környező Møgeltønder, Abild, Hostrup települések és a Tønder egyházközség, melyhez Lille Emmerske (német Klein Emmerschede), Store Emmerske (Groß Emmerschede) és Tved (Twedt) tartozott, váltak a község részévé.

## Látnivalók

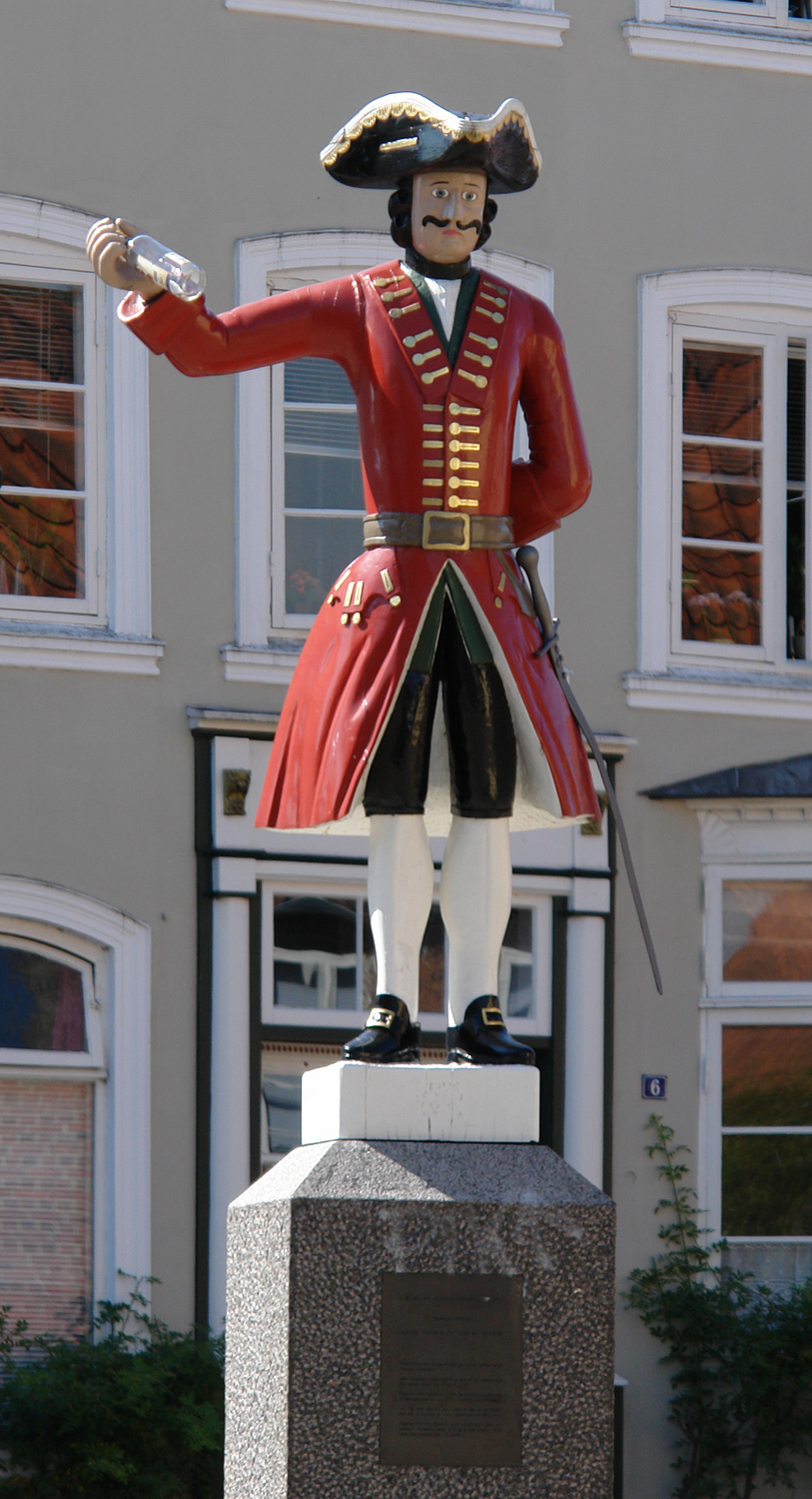
A Kaakmann a piactéren

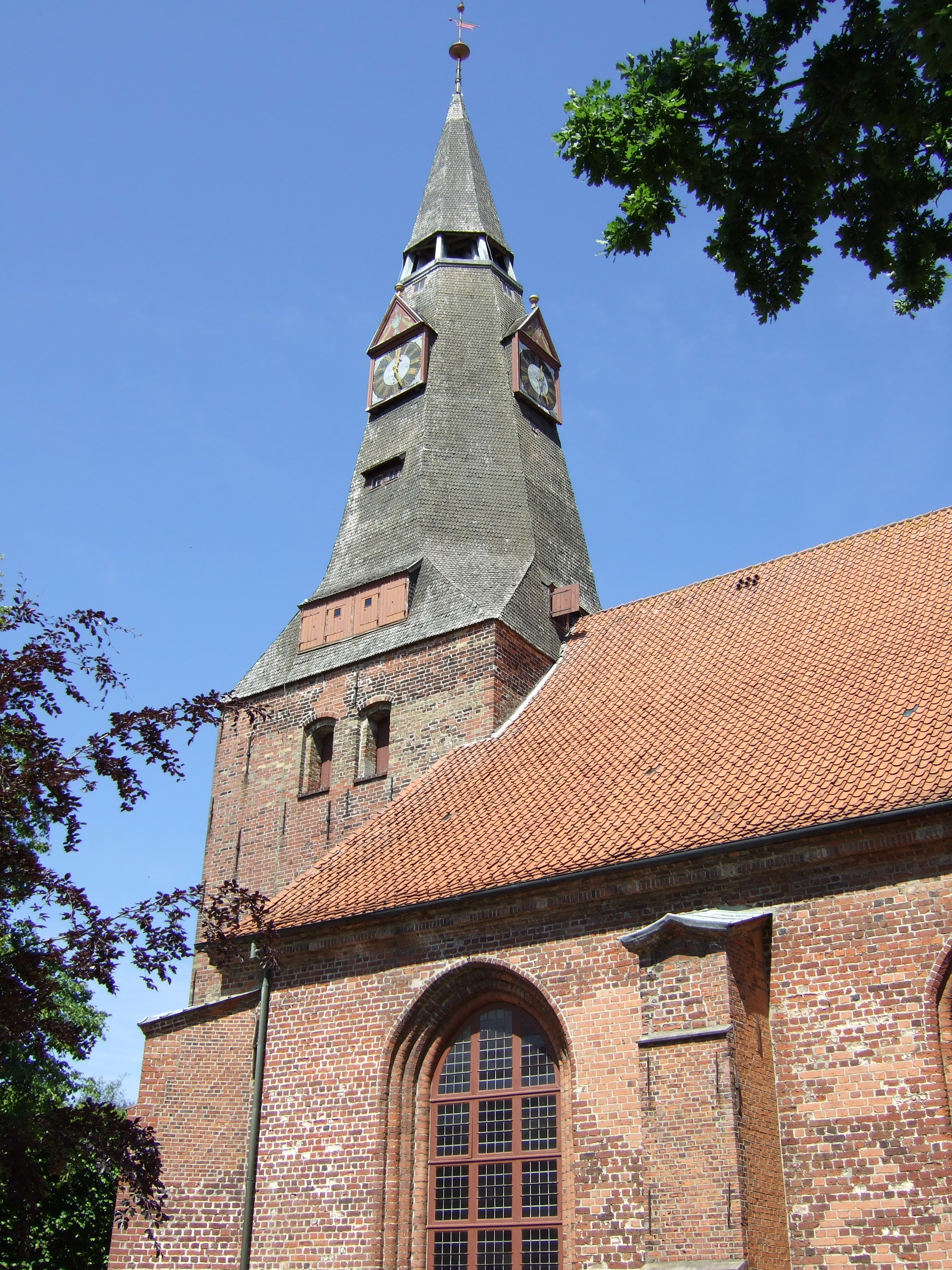
A Kristkirke (Christkirche)

- Az óvárosban számos jó állapotban fennmaradt patríciusház található, főként a 17-18. századból.
- A város 1592-ben késő gótikus stílusban épült és számos epitáfiummal rendelkező temploma, a Kristkirke (Christkirche).
- Museum Sønderjylland Kulturhistorie Tønder – várostörténeti gyűjtemény és jelentős műalkotások múzeuma.
- Museum Sønderjylland – a múzeumhoz tartozó egykori víztoronyban a bútortervező Hans J. Wegner munkáinak kiállítása tekinthető meg.
- Museum Sønderjylland – csipkemúzeum részlege a Vestergade sétálóutcában található.
- Zeppelin- & Garnisonsmuseum Tønder – 1920-ig itt állt a Német Birodalom egyik legnagyobb léghajóhangárja (a Toska).
- „Kaakmann“ – a piactéren áll a Kaakmann szobra. E névvel illették a város törvényszéki szolgáját és a szégyenfa oszlopát (kaak).
- Drøhses Haus – egy 1672-ben épült polgári ház, melyben a 16. század óta Tønderben használt csipkeminták kiállítását valamint egy üveggyűjteményt rendeztek be

További látnivalók tekinthetők meg a szomszédos Møgeltønderben.

## Zenei fesztivál
A kisváros kulturális életének csúcspontja a Tønder Festival, mely augusztus utolsó hétvégéin kerül megrendezésre. Ez Európa egyik legnagyobb folk- és roots-zenei fesztiválja.

## Közlekedés
A településtől délre ér véget a német B5 jelű főútvonal, mely Dániában Primærrute 11 néven folytatódik. További fontos út még az A 8 jelű, mely Sønderborg irányába visz és Krusånál rácsatlakozik a Flensburg felé vezető útra, valamint a Kolding és Aabenraa felé vezetőek.
A település vasútállomása „lápvasút” északi végpontján van és déli irányban összeköti Niebüllel. A település északi részén van egy vasúti megálló is. Északra a vasút Esbjerg irányába halad tovább. Az 1868-ban átadott Tinglevbe vezető vonalat 1974-ben lezárták és a szakasz ezt követően a vasúti múzeum részét képezte. A település vasútállomásának vasúti váltóit leszerelték. A Tønder–Højer Sluse szakaszból, mely a Hindenburg-gát megépítéséig az egyetlen összeköttetés volt Sylt sziget és a szárazföld között, mára már csak vasúti töltések maradtak meg.

## Híres személyek

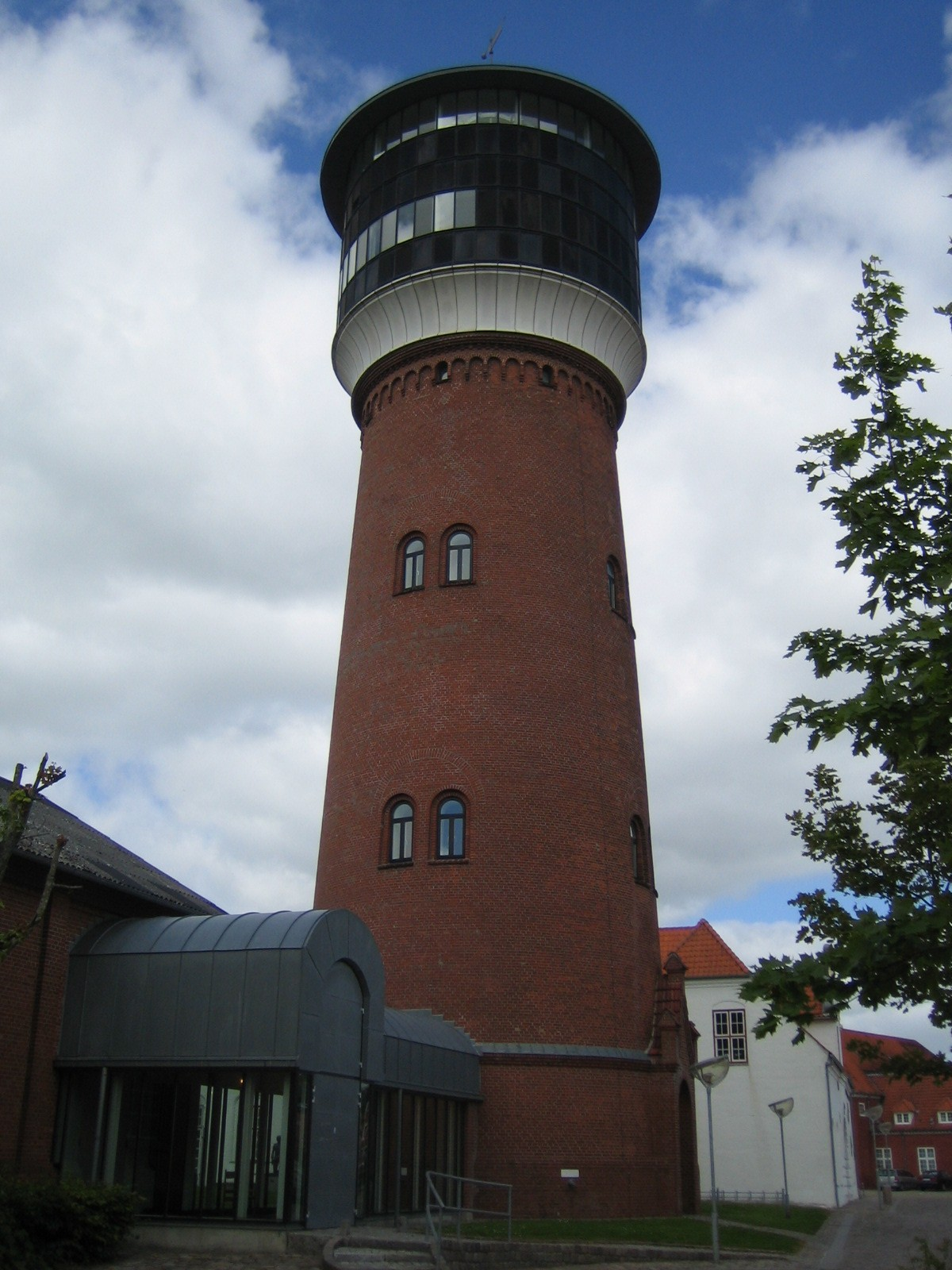
A jelenleg múzeumként szolgáló víztorony ad otthont Hans J. Wegner alkotásainak

- Hans Adolph Brorson (1694–1764) lelkipásztor és templomi dalok jelentős szerzője
- Johann Christian Fabricius (1745–1808) dán zoológus és közgazdász
- Heinrich Wilhelm von Gerstenberg (1737–1823) német költő és kritikus
- Peter Andreas Hansen (1795–1874) német csillagász, matematikus
- Henning Munk Jensen (1947–2023) válogatott dán labdarúgó
- Gustav Adolf Neuber (1850–1932) sebész, az aszepszis módszer kigondolója
- Bernhard Raupach (1682–1745) lutheránus lelkész, egyháztörténész
- Christoph Raupach (1686–1758) orgonaművész, zeneszerző
- Siegfried Saloman (1810–1899) zeneszerző
- Poul Schlüter (1929–2021) dán politikus, miniszterelnök (1982–1993)
- Max Valentiner (1883–1949) német tengerésztiszt
- Hans J. Wegner (1914–2007) bútortervező

## Fordítás
- Ez a szócikk részben vagy egészben  a   Tønder című német Wikipédia-szócikk ezen változatának fordításán alapul.  Az eredeti cikk szerkesztőit annak laptörténete sorolja fel. Ez a jelzés csupán a megfogalmazás eredetét és a szerzői jogokat jelzi, nem szolgál a cikkben szereplő információk forrásmegjelöléseként.